# Mr. Sardonicus
Mr. Sardonicus (Mr. Sardonicus) è un film del 1961 diretto da William Castle.

## Trama
Nel 1880, nell'immaginario paese dell'Europa centrale di Gorslava, il medico londinese Sir Robert Cargrave visita il misterioso Barone Sardonicus su richiesta urgente della sua ex moglie. Sir Robert diventa apprensivo quando le sue domande su Sardonicus vengono accolte con timore. Quando Sir Robert arriva al castello di Sardonicus, i suoi timori sono subito giustificati.